# Ochrimiwka (obwód charkowski)
Ochrimiwka (ukr. Охрімівка) – wieś na Ukrainie, w obwodzie charkowskim, w rejonie czuhujewskim, w hromadzie Wołczańsk. W 2001 liczyła 625 mieszkańców, spośród których 593 wskazało jako ojczysty język ukraiński, 29 rosyjski, a 3 ormiański.

## Urodzeni
- Marija Szczerbaczenko